# Pauline (Sängerin)

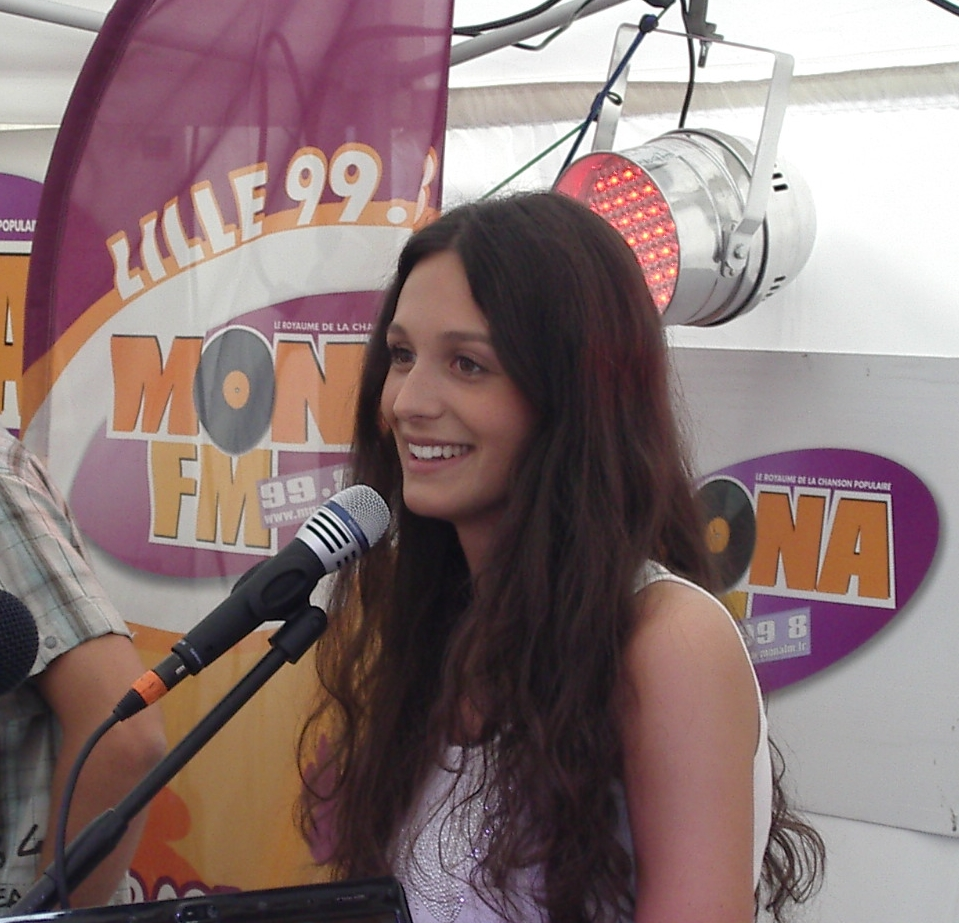
Pauline während eines Interviews beim Radiosender Mona FM 99.8 in Lille

Pauline (* 5. Januar 1988 in Lens, Département Pas-de-Calais; eigentlich Pauline Vasseur) ist eine französische Komponistin und Sängerin. 
Mit ihrer Debütsingle Allô le monde erreichte sie im Frühjahr 2008 die Top Ten der französischen Charts.

## Diskografie
Alben
- 2007: Allô le monde
- 2010: La vie du bon côté

Singles
- 2008: Allô le monde
- 2008: C’est pas toi qui m’auras
- 2010: Tous les jours